# Neochera
Neochera é um gênero de traça pertencente à família Arctiidae.